# Riccardo Chieppa
Riccardo Chieppa (Roma, 24 maggio 1926 – Roma, 18 gennaio 2025) è stato un magistrato italiano, presidente della Corte costituzionale dal 5 dicembre 2002 al 23 gennaio 2004.

## Biografia
Magistrato del Consiglio di Stato, capo del "Servizio affari giuridici e rapporti con gli organi costituzionali" della Presidenza della Repubblica, divenne giudice costituzionale il 17 dicembre 1994; ha giurato il 23 gennaio 1995. Fu eletto presidente il 5 dicembre 2002 e cessò dalla carica il 23 gennaio 2004. Fu anche presidente dell'Alta corte di giustizia sportiva.
Nel 2016 firma l'appello de Il Fatto Quotidiano a sostegno delle ragioni per il "No" per il referendum costituzionale sulla riforma Renzi-Boschi.
Chieppa è morto nel 2025, a 98 anni.